# 명탐정 코난의 에피소드 목록 (2021년~현재)
아래는 애니메이션 작품인 《명탐정 코난》의 역대 에피소드 목록 (2021년~)을 정리한 것이다. 극장판 스페셜과 디지털 리마스터 재방송, 괴도키드 스페셜은 제외하였다.

## 목록 (2021년) / 993화~1032화
| 993 | 900화 | 대역은 코고쿠 마코토(전편)                            | 대역은 코고쿠 마코토(전편)(자막) 대역 · 오경구(상편)(더빙)                                          | 2021년 1월 9일   | 2021년 4월 22일                             | 96권 File 8 ~ 97권 File 1              | 에도가와 코난, 모리 란, 스즈키 소노코, 세라 마스미, 쿄고쿠 마코토, 메구레 쥬조, 다카기 와타루 외 다수 등장                                                     |  |
| 994 | 901화 | 대역은 코고쿠 마코토(중편)                            | 대역은 코고쿠 마코토(중편) 대역 · 오경구(중편)(더빙)                                                | 2021년 1월 16일  | 2021년 4월 23일                             | 96권 File 8 ~ 97권 File 1              | |  |
| 995 | 902화 | 대역은 코코토 마코토(후편)                            | 대역은 코고쿠 마코토(후편) 대역 · 오경구(하편)(더빙)                                                | 2021년 1월 23일  | 2021년 4월 28일                             | 96권 File 8 ~ 97권 File 1              | |  |
| 996 | 903화 | 머리 있는 매는 죄를 감춘다                            | 영리한 매는 죄를 감춘다                                                                             | 2021년 1월 30일  | 2021년 4월 29일                             | 오리지널 ep 343                        | 에도가와 코난, 모리 란, 모리 코고로 외 다수 등장 |  |
| 997 | 904화 | 스마일 마을의 음모                                    | 스마일 마을의 음모                                                                                  | 2021년 2월 13일  | 2021년 4월 30일                             | 오리지널 ep 344                        | 에도가와 코난, 요시다 아유미, 츠부라야 미츠히코, 코지마 겐타 외 다수 등장                                                                                      |  |
| 998 | 905화 | 증오의 프라이팬                                       | 증오의 프라이팬                                                                                     | 2021년 2월 20일  | 2021년 5월 5일                              | 오리지널 ep 345                        | 에도가와 코난, 모리 란, 모리 코고로, 다카기 와타루, 메구레 쥬조 외 다수 등장                                                                                   |  |
| 999 | 906화 | 성가신 친절심                                         | 달갑지 않은 친절                                                                                    | 2021년 2월 27일  | 2021년 5월 6일                              | 오리지널 ep 346                        | 에도가와 코난, 모리 코고로, 모리 란, 메구레 쥬조 외 다수 등장                                                                                                  |  |
| 쉰 세번째 여는 곡 : ZERO부터 시작해 |       |                                                       | |                  |                                             |                                        | |  |
| 1000 | SP    | 피아노 소나타『월광』살인사건 (리메이크) (전편)       | 피아노 소나타『월광』살인사건                                                                       | 2021년 3월 6일   | 2022년 4월 27일                             | 7권 File.2~7                           | |  |
| 1001 | SP    | 피아노 소나타『월광』살인사건 (리메이크) (후편)       | 피아노 소나타『월광』살인사건                                                                       | 2021년 3월 13일  | 2022년 4월 27일                             | 7권 File.2~7                           | |  |
| 1002 | 907화 | 베이커가 더스트 미스터리                              | 베이카 상점가 쓰레기 미스터리                                                                       | 2021년 4월 17일  | 2021년 5월 7일                              | 오리지널 ep 347                        | 극장판 명탐정 코난: 비색의 탄환 관련 오리지널 에피소드. 에도가와 코난, 모리 란, 스즈키 소노코, 세라 마스미, 오키야 스바루 외 다수 등장                         |  |
| 1003 | 908화 | 36 칸의 완전 범죄 (전편)                              | 36칸의 완전 범죄 (전편)                                                                             | 2021년 4월 24일  | 2021년 5월 7일                              | 97권 File.2~6                          | (한) 시즌 19(자막) 마지막화. 에도가와 코난, 모리 코고로, 모리 란, 아무로 토오루, 와키타 카네노리, 야마토 칸스케, 우에하라 유이, 모로후시 타카아키 외 다수 등장 |  |
| 대한민국 명탐정 코난-2021 : (2021년 5월 8일~ 2022년 1월 22일)(자막) 투니버스 (토 19:30, 제 1005화 ~ 제 1033화) |       |                                                       | |                  |                                             |                                        | |  |
| 1004 | 909화 | 36 칸의 완전 범죄 (중편)                              | 36칸의 완전 범죄 (중편)                                                                             | 2021년 5월 1일   | 2021년 5월 8일                              | 97권 File.2~6                          | (한) 명탐정 코난-2021 시작. |  |
| 1005 | 910화 | 36 칸의 완전 범죄 (후편)                              | 36칸의 완전 범죄 (후편)                                                                             | 2021년 5월 8일   | 2021년 5월 15일                             | 97권 File.2~6                          | 97권 File.2~6 |  |
| 1006 | 911화 | 독을 넣은 건 누구?                                    | 독을 탄자는 누구인가?                                                                               | 2021년 5월 15일  | 2021년 5월 22일                             | 오리지널 ep 348                        | (한) 시즌 20 마지막화. 에도가와 코난, 모리 란, 모리 코고로 메구레 경부 외 다수 등장                                                                            |  |
| 대한민국 명탐정 코난 21기 :21기 우리말 녹음 (여는곡) 일본판 예순 네 번째 닫는 곡 베로니카 21기 우리말 녹음 (닫는곡) 일본판 예순 한 번째 닫는 곡 조금씩 조금씩 (2023년 8월 25일~2024년 1월 6일)(더빙) 투니버스 (금 20:00(942화까지)→토 20:00(943화부터) 1007화~1042화) |       |                                                       | |                  |                                             |                                        | |  |
| 1007 | 912화 | 복수자 (전편)                                         | 복수자 (전편)                                                                                       | 2021년 6월 5일   | 2021년 6월 12일(자막) 2023년 8월 25일(더빙) | 오리지널 ep 349                        | (한) 시즌 21 시작. 에도가와 코난, 모리 코고로, 메구레 경부, 치바 카즈노부, 다카기 와타루 외 다수 등장                                                          |  |
| 1008 | 913화 | 복수자 (후편)                                         | 복수자 (후편)                                                                                       | 2021년 6월 12일  | 2021년 6월 19일(자막) 2023년 8월 25일(더빙) | 오리지널 ep 349                        | |  |
| 1009 | 916화 | 분실물은 사건의 냄새                                  | 분실물은 사건의 냄새                                                                                | 2021년 6월 19일  | 2021년 6월 26일(자막) 2023년 9월 1일(더빙)  | 오리지널 ep 350                        | 에도가와 코난, 요시다 아유미, 코지마 겐타, 츠부라야 미츠히코 외 다수 등장                                                                                      |  |
| 1010 | 918화 | 미소를 감춘 아이돌                                    | 미소를 지운 아이돌                                                                                  | 2021년 6월 26일  | 2021년 7월 3일(자막) 2023년 9월 8일(더빙)   | 오리지널 ep 351                        | 에도가와 코난, 모리 코고로 외 다수 등장 |  |
| 1011 | 923화 | 산나물 채집과 클로버(전편)                            | 산나물 캐기와 클로버 (전편)                                                                         | 2021년 7월 9일   | 2021년 7월 17일 2023년 9월 15일(더빙)       | 97권 File 7 ~ 9                        | 에도가와 코난, 요시다 아유미, 츠부라야 미츠히코, 코지마 겐타, 코바야시 스미코, 와카사 루미, 하이바라 아이, 야마무라 미사오 외 다수 등장                        |  |
| 1012 | 926화 | 산나물 채집과 클로버(후편)                            | 산나물 캐기와 클로버 (후편)                                                                         | 2021년 7월 16일  | 2021년 7월 24일 2023년 9월 15일(더빙)       | 97권 File 7 ~ 9                        | |  |
| 1013 | 927화 | 너무 사랑했던 남자                                    | 너무 사랑했던 남자                                                                                  | 2021년 7월 23일  | 2021년 7월 31일 2023년 9월 22일(더빙)       | 오리지널 ep 352                        | 에도가와 코난, 모리 코고로, 다카기 와타루, 메구레 경부 외 다수 등장                                                                                            |  |
| 1014 | 930화 | 마왕이라고 불렸던 소설가                              | 마왕이라 불린 소설가                                                                                | 2021년 7월 31일  | 2021년 8월 7일 2023년 9월 22일(더빙)        | 오리지널 ep 353                        | 에도가와 코난, 모리 코고로, 다카기 와타루, 메구레 경부 외 다수 등장                                                                                            |  |
| 1015 | 935화 | 잠복                                                  | 잠복 근무                                                                                           | 2021년 8월 14일  | 2021년 8월 21일 2023년 10월 6일(더빙)       | 오리지널 ep 354                        | 에도가와 코난, 요시다 아유미, 츠부라야 미츠히코, 코지마 겐타, 다카기 와타루, 치바 카즈노부 외 다수 등장                                                        |  |
| 예순 네 번째 닫는 곡 : 베로니카 |       |                                                       | |                  |                                             |                                        | |  |
| 1016 | 936화 | 모노레일 저격 사건(전편)                              | 모노레일 저격 사건 (전편)                                                                           | 2021년 8월 28일  | 2021년 9월 4일 2023년 10월 6일(더빙)        | 오리지널 ep 355                        | 에도가와 코난, 모리 코고로, 메구레 경부, 다카기 와타루 외 다수 등장                                                                                            |  |
| 1017 | 939화 | 모노레일 저격 사건(후편)                              | 모노레일 저격 사건(후편)                                                                            | 2021년 9월 4일   | 2021년 9월 11일 2023년 10월 13일(더빙)      | 오리지널 ep 355                        | |  |
| 1018 | 941화 | 골동품 접시는 감출 수 없다 (전편)                     | 골동품 접시는 숨길 수 없다 (전편)                                                                   | 2021년 9월 11일  | 2021년 9월 18일 2023년 10월 13일(더빙)      | 97권 File 10 ~ 98권 File 2             | 에도가와 코난, 하이바라 아이, 오키야 스바루, 메구레 경부, 다카기 와타루, 아가사 히로시, 세라 마스미 외 다수 등장                                               |  |
| 1019 | 943화 | 골동품 접시는 감출 수 없다 (중편)                     | 골동품 접시는 숨길 수 없다 (중편)                                                                   | 2021년 9월 18일  | 2021년 9월 25일 2023년 10월 21일(더빙)      | 97권 File 10 ~ 98권 File 2             | (한) 943화부터 본방송이 매주 금요일에서 매주 토요일로 바꿔서 방영된다.                                                                                         |  |
| 1020 | 946화 | 골동품 접시는 감출 수 없다 (후편)                     | 골동품 접시는 숨길 수 없다 (후편)                                                                   | 2021년 9월 25일  | 2021년 10월 2일 2023년 10월 21일(더빙)      |                                        | |  |
| 쉰 네번째 여는 곡 : YURAYURA |       |                                                       | |                  |                                             |                                        | |  |
| 1021 | 949화 | 악우들의 윤무(론도)                                   | 나쁜 친구들의 윤무                                                                                  | 2021년 10월 2일  | 2021년 10월 9일 2023년 10월 28일(더빙)      | 오리지널 ep 356                        | 에도가와 코난, 모리 코고로, 다카기 와타루, 메구레 경부 외 다수 등장                                                                                            |  |
| 1022 | 952화 | 저주의 뮤지엄                                         | 저주 받은 박물관                                                                                    | 2021년 10월 9일  | 2021년 10월 15일 2023년 10월 28일(더빙)     | 오리지널 ep 357                        | 에도가와 코난, 모리 란, 스즈키 소노코, 다카기 와타루 외 다수 등장                                                                                              |  |
| 1023 | 953화 | 기적 소리가 들리는 고서점 3                           | 기적 소리가 들리는 고서점 3                                                                         | 2021년 10월 15일 | 2021년 10월 30일 2023년 11월 4일(더빙)      | 오리지널 ep 358                        | 에도가와 코난, 츠부라야 미츠히코, 요시다 아유미, 코지마 겐타 외 다수 등장                                                                                      |  |
| 1024 | 954화 | 오오카 모미지의 챌린지 (전편)                         | 오오카 모미지의 도전장 (전편) 모미지의 도전장 (전편)(더빙)                                          | 2021년 10월 30일 | 2021년 11월 6일 2023년 11월 4일(더빙)       | 98권 File 3 ~ 6                        | 에도가와 코난, 모리 란, 핫토리 헤이지, 토야마 카즈하, 오오카 모미지, 이오리 무가, 다카기 와타루, 메구레 경부 외 다수 등장                                      |  |
| 1025 | 955화 | 오오카 모미지의 챌린지 (후편)                         | 오오카 모미지의 도전장 (후편) 모미지의 도전장(후편)(더빙)                                           | 2021년 11월 6일  | 2021년 11월 13일 2023년 11월 11일(더빙)     | 98권 File 3 ~ 6                        | |  |
| 1026 | 957화 | 말할 수 없는 목격자                                   | 말할 수 없는 목격자                                                                                 | 2021년 11월 13일 | 2021년 11월 20일 2023년 11월 11일(더빙)     | 오리지널 ep 359                        | 에도가와 코난, 모리 란, 모리 코고로 외 다수 등장 |  |
| 1027 | 958화 | 커튼의 저편                                           | 커튼 너머                                                                                           | 2021년 11월 20일 | 2021년 11월 27일 2023년 11월 18일(더빙)     | 오리지널 ep 360                        | 에도가와 코난, 아가사 히로시, 츠부라야 미츠히코, 요시다 아유미, 하이바라 아이, 코지마 겐타 외 다수 등장                                                        |  |
| 1028 | 960화 | 케이크를 사랑하는 여자의 발라드                       | 케이크를 사랑한 여자의 발라드                                                                       | 2021년 11월 27일 | 2021년 12월 4일 2023년 11월 18일(더빙)      | 오리지널 ep 361                        | 에도가와 코난, 소년 탐정단, 모리 코고로 외 다수 등장 |  |
| 예순 다섯 번째 닫는 곡 : Sweet Moonnight |       |                                                       | |                  |                                             |                                        | |  |
| 1029 | 963화 | 경찰 학교 편 Wild Police Story CASE. 마츠다 진페이 편 | 경찰 학교 편 Wild Police Story CASE. 마츠다 진페이 경찰학교 편 Wild Police Story CASE. 송보윤(더빙) | 2021년 12월 4일  | 2021년 12월 11일 2023년 11월 25일(더빙)     | 명탐정 코난:경찰학교편 상권 File 1 ~ 3 | 에도가와 코난, 후루야 레이, 마츠다 진페이, 모로후시 히로미츠, 다테 와타루, 하기와라 겐지 외 다수 등장                                                          |  |
| 1030 | 964화 | 공백의 1년(전편)                                      | 공백의 일 년(전편)                                                                                  | 2021년 12월 11일 | 2021년 12월 18일 2023년 11월 25일(더빙)     | 오리지널 ep 362                        | 에도가와 코난, 모리 코고로, 다카기 와타루, 메구레 경부 외 다수 등장                                                                                            |  |
| 1031 | 965화 | 공백의 1년(후편)                                      | 공백의 일 년(후편)                                                                                  | 2021년 12월 18일 | 2022년 1월 8일                              | 오리지널 ep 362                        | |  |
| 1032 | 966화 | 모델, 모리 란                                         | 모델, 모리 란                                                                                       | 2021년 12월 25일 | 2022년 1월 15일                             | 오리지널 ep 363                        | 에도가와 코난, 모리 코고로, 모리 란 외 다수 등장 |  |

## 목록 (2022년) / 1033화~1067화
| 1033 | 967화  | 태합 명인의 쇼기판(첫 번째 수)                            | 태합 명인의 장기판(첫수편)                                                                            | 2022년 1월 8일   | 2022년 1월 22일                             | 98권 File 7 ~ 10                       | (한)시즌 2021 마지막화. 에도가와 코난, 소년 탐정단, 하이바라 아이, 미야모토 유미, 하네다 슈키치, 아카이 슈이치, 쿠도 유사쿠, 쿠도 유키코, 다카기 와타루, 사토 미와코, 유미나가 경부 외 다수 등장 |  |
| 대한민국 명탐정 코난-2022 : (2022년 1월 29일~ 2023년 5월 27일)(자막) 투니버스 (토 19:30) |        |                                                           | |                  |                                             |                                        | |  |
| 1034 | 968화  | 태합 명인의 쇼기판 (묘수편)                               | 태합 명인의 장기판 (묘수편)                                                                           | 2022년 1월 15일  | 2022년 1월 29일                             | 98권 File 7 ~ 10                       | (한)시즌 2022 시작 |  |
| 1035 | 969화  | 태합 명인의 쇼기판 (왕수(장군)편)                         | 태합 명인의 장기판 (장군편)                                                                           | 2022년 1월 22일  | 2022년 2월 5일                              | 98권 File 7 ~ 10                       | |  |
| 1036 | 970화  | 화이트 아웃(전편)                                         | 화이트 아웃(전편)                                                                                     | 2022년 1월 29일  | 2022년 2월 12일                             | 오리지널 ep.364                        | 에도가와 코난, 소년 탐정단, 아가사 히로시 외 다수 등장 |  |
| 1037 | 971화  | 화이트 아웃(후편)                                         | 화이트 아웃(후편)                                                                                     | 2022년 2월 5일   | 2022년 2월 19일                             | 오리지널 ep.364                        | |  |
| 1038 | 972화  | 경찰 학교 편 Wild Police Story CASE. 다테 와타루 편       | 경찰 학교 편 Wild Police Story CASE. 다테 와타루(자막)                                                | 2022년 3월 12일  | 2022년 4월 16일                             | 명탐정 코난:경찰학교편 상권 File 4 ~ 6 | 후루야 레이, 다테 와타루, 모로후시 히로미츠, 마츠다 진페이, 하기와라 겐지 외 다수 등장 |  |
| 예순 여섯 번째 닫는 곡 : 비어버린 마음 |        |                                                           | |                  |                                             |                                        | |  |
| 1039 | 973화  | 하늘을 나는 할로윈 호박                                   | 하늘을 나는 핼로윈 호박                                                                               | 2022년 4월 16일  | 2022년 4월 23일                             | 오리지널 ep.365                        | 극장판 25기 할로윈의 신부 관련 에피소드. 에노모토 아즈사, 에도가와 코난 외에 다수 등장. |  |
| 1040 | 974화  | 아유미의 그림일기 사건부 2                                | 아유미의 그림일기 사건록 2                                                                            | 2022년 4월 23일  | 2022년 4월 30일                             | 오리지널 ep.366                        | |  |
| 1041 | 975화  | 말할 수 없는 알리바이                                     | 말할 수 없는 알리바이                                                                                 | 2022년 4월 30일  | 2022년 5월 7일                              | 오리지널 ep.367                        | |  |
| 1042 | 976화  | 경찰 학교 편 Wild Police Story CASE. 하기와라 겐지 편     | 경찰 학교 편 Wild Police Story CASE. 하기와라 겐지 경찰 학교 편 Wild Police Story CASE. 하기완 (더빙) | 2022년 5월 7일   | 2022년 5월 14일                             | 명탐정 코난:경찰학교편 하권 File 1 ~ 3 | (한) 시즌 21기 마지막화 |  |
| 대한민국 명탐정 코난 22기 명탐정 코난 우리말 녹음 22기 여는 곡: SPARKLE (일본판 56번째 여는 곡) 명탐정 코난 22기 우리말 닫는 곡: 베로니카 (일본판 64번째 닫는 곡) (2024년 8월 10일~2024년 11월 23일)(더빙) 투니버스 (토 20:00) |        |                                                           | |                  |                                             |                                        | |  |
| 1043 | 977화  | 리벤지 피규어                                             | 복수의 모형(자막) 복수의 피규어(더빙)                                                                 | 2022년 5월 14일  | 2022년 5월 21일(자막) 2024년 8월 10일(더빙) | 오리지널 ep.368                        | |  |
| 1044 | 978화  | 돼지고기 된장국은 목숨을 건 신호                          | 된장국은 목숨을 건 신호                                                                               | 2022년 5월 21일  | 2022년 5월 28일(자막) 2024년 8월 10일(더빙) | 오리지널 ep.369                        | |  |
| 1045 | 982화  | 천벌이 내려지는 생일파티 (전편)                           | 천벌이 내려지는 생일파티 (전편)                                                                       | 2022년 6월 4일   | 2022년 6월 11일                             | 98권 File 11 ~ 99권 File 3             | |  |
| 1046 | 987화  | 천벌이 내려지는 생일파티 (후편)                           | 천벌이 내려지는 생일파티 (후편)                                                                       | 2022년 6월 11일  | 2022년 6월 18일                             | 98권 File 11 ~ 99권 File 3             | |  |
| 1047 | 990화  | 붉은 양의 불길한 게임 (전편)                              | 붉은 양의 섬뜩한 게임 (전편)                                                                          | 2022년 6월 18일  | 2022년 6월 25일                             | 오리지널 ep.370                        | |  |
| 1048 | 995화  | 붉은 양의 불길한 게임 (후편)                              | 붉은 양의 섬뜩한 게임 (후편)                                                                          | 2022년 6월 25일  | 2022년 7월 2일                              | 오리지널 ep.370                        | |  |
| 쉰 여섯번째 여는 곡 : SPARKLE |        |                                                           | |                  |                                             |                                        | |  |
| 1049 | 997화  | 형사 메구레 인생의 위기                                   | 메구레, 형사 인생의 위기                                                                              | 2022년 7월 9일   | 2022년 7월 16일                             | 오리지널 ep.371                        | |  |
| 1050 | 1002화 | 모리카와 고텐의 음모 (전편)                               | 모리카와 저택의 음모 (전편)                                                                           | 2022년 7월 16일  | 2022년 7월 23일                             | 오리지널 ep.372                        | |  |
| 1051 | 1007화 | 모리카와 고텐의 음모 (후편)                               | 모리카와 저택의 음모 (후편)                                                                           | 2022년 7월 23일  | 2022년 7월 31일                             | 오리지널 ep.372                        | |  |
| 1052 | 1010화 | 소년 탐정단의 담력시험                                    | 어린이 탐정단의 담력시험                                                                              | 2022년 7월 31일  | 2022년 8월 6일                              | 오리지널 ep.373                        | |  |
| 1053 | 1011화 | 목장에 떨어진 불씨 (전편)                                 | 목장에 떨어진 불씨 (전편)                                                                             | 2022년 8월 6일   | 2022년 8월 13일                             | 99권 File 4 ~ 7                        | |  |
| 1054 | 1016화 | 목장에 떨어진 불씨 (후편)                                 | 목장에 떨어진 불씨 (후편)                                                                             | 2022년 8월 13일  | 2022년 8월 20일                             | 99권 File 4 ~ 7                        | |  |
| 1055 | 1030화 | 유령이 되어 복수를                                        | 유령이 되어 복수를                                                                                    | 2022년 9월 3일   | 2022년 9월 17일                             | 오리지널 ep.374                        | |  |
| 1056 | 1032화 | 그 사람을 되찾고 싶어                                     | 그이를 되찾고 싶어                                                                                    | 2022년 9월 17일  | 2022년 9월 24일                             | 오리지널 ep.375                        | |  |
| 1057 | 1036화 | 나쁜 녀석들                                               | 나쁜 녀석들                                                                                           | 2022년 9월 24일  | 2022년 10월 1일                             | 오리지널 ep.376                        | |  |
| 예순 일곱 번째 닫는 곡 : Play maker |        |                                                           | |                  |                                             |                                        | |  |
| 1058 | 1041화 | 경찰에 눌러 앉은 남자                                     | 경찰서에 눌러 앉은 남자                                                                               | 2022년 10월 1일  | 2022년 10월 8일                             | 오리지널 ep.377                        | |  |
| 1059 | 1042화 | 오키노 요코와 다락방 (전편)                               | 오키노 요코와 지붕 밑 밀실 (전편)                                                                     | 2022년 10월 8일  | 2022년 10월 15일                            | 99권 File 8 ~ 10                       | |  |
| 1060 | 1043화 | 오키노 요코와 다락방 (후편)                               | 오키노 요코와 지붕 밑 밀실 (후편)                                                                     | 2022년 10월 15일 | 2022년 10월 22일                            | 99권 File 8 ~ 10                       | |  |
| 1061 | 1044화 | 경찰 학교 편 Wild Police Story CASE. 모로후시 히로마츠 편 | 경찰 학교 편 Wild Police Story CASE. 모로후시 히로마츠                                                | 2022년 10월 29일 | 2022년 11월 5일                             | 명탐정 코난:경찰학교편 하권 File 4 ~ 6 | 후루야 레이, 다테 와타루, 모로후시 히로미츠, 마츠다 진페이, 하기와라 겐지 외 다수 등장 |  |
| 1062 | 1045화 | 비와 원환의 나선                                          | 비와 악의의 스파이럴                                                                                  | 2022년 11월 5일  | 2022년 11월 12일                            | 오리지널 ep.378                        | |  |
| 1063 | 1046화 | 표적이 된 병아리 감정사                                   | 위협받는 병아리 감정사                                                                                | 2022년 11월 12일 | 2022년 11월 19일                            | 오리지널 ep.379                        | |  |
| 1064 | 1047화 | 꿈꾸는 여인, 마지막 사랑                                  | 꿈꾸는 귀부인, 마지막 사랑                                                                            | 2022년 11월 19일 | 2022년 11월 26일                            | 오리지널 ep.380                        | |  |
| 1065 | 1048화 | 탐정은 잠들지 않는다                                      | 탐정은 잠들지 않는다                                                                                  | 2022년 11월 26일 | 2022년 12월 3일                             | 오리지널 ep.381                        | |  |
| 1066 | 1049화 | 죽음이 두 사람을 갈라 놓을 때까지                         | 죽음이 두 사람을 갈라 놓을 때까지                                                                     | 2022년 12월 2일  | 2022년 12월 9일                             | 오리지널 ep.382                        | |  |
| 1067 | 1050화 | 사랑하는 상점가                                           | 사랑에 빠진 상점가                                                                                    | 2022년 12월 24일 | 2023년 1월 7일                              | 오리지널 ep.383                        | |  |

## 목록 (2023년) / 1068화~1108화
| 1068 | 1051화 | 츠부라야 미츠히코의 탐정노트                        | 츠부라야 미츠히코의 탐정노트                     | 2023년 1월 7일   | 2023년 1월 14일  | 오리지널 ep 384                               |                                                                                        |  |
| 1069 | 1052화 | 수화기 너머의 스윗 보이스                           | 수화기 너머의 달콤한 목소리                      | 2023년 1월 14일  | 2023년 1월 21일  | 오리지널 ep 385                               |                                                                                        |  |
| 1070 | 1053화 | 서프라이즈는 비극의 시작                            | 서프라이즈는 비극의 시작                         | 2023년 1월 21일  | 2023년 1월 28일  | 오리지널 ep 386                               |                                                                                        |  |
| 1071 | 1054화 | 쿠도 유사쿠의 추리쇼 (전편)                         | 쿠도 유사쿠의 추리쇼(전편)                       | 2023년 1월 28일  | 2023년 2월 4일   | 99권 File 11 ~ 100권 File 2                   |                                                                                        |  |
| 1072 | 1055화 | 쿠도 유사쿠의 추리쇼 (후편)                         | 쿠도 유사쿠의 추리쇼(후편)                       | 2023년 2월 4일   | 2023년 2월 11일  | 99권 File 11 ~ 100권 File 2                   | 한) 시즌 22기 마지막화                                                                 |  |
| 대한민국 명탐정 코난 23기 명탐정 코난 우리말 녹음 23기 여는 곡: ...and Rescue Me (일본판 69번째 닫는 곡) 명탐정 코난 23기 우리말 닫는 곡: SPARKLE (일본판 56번째 여는 곡) (2025년 8월 9일~)(더빙) 투니버스 (토 20:00) |        |                                                     |                                                  |                  |                  |                                               |                                                                                        |  |
| 1073 | 1056화 | 탐정단의 소매치기 대추적                            | 탐정단의 날치기 대추적                           | 2023년 2월 11일  | 2023년 2월 18일  | 오리지널 ep 387                               | 한) 시즌 23기 시작                                                                     |  |
| 예순 여덞 번째 닫는 곡 : 쿠우쿠 |        |                                                     |                                                  |                  |                  |                                               |                                                                                        |  |
| 1074 | 1057화 | 칸몬해협 미스터리 투어(모지항 고쿠라편)             | 복어 탕 대결 미스터리 투어(모지코 고쿠라편)      | 2023년 2월 18일  | 2023년 2월 25일  | 오리지널 ep 388                               |                                                                                        |  |
| 1075 | 1058화 | 칸몬해협 미스터리 투어(시모노 세키편)               | 복어 탕 대결 미스터리 투어(시모노 세키편)        | 2023년 2월 25일  | 2023년 3월 4일   | 오리지널 ep 388                               |                                                                                        |  |
| 1076 | 1059화 | 카리스마 사장의 극비 계획                           | 카리스마 사장의 극비 계획                        | 2023년 3월 4일   | 2023년 3월 11일  | 오리지널 ep 389                               |                                                                                        |  |
| SP | 1060화 | 경찰 학교 편 Wild Police Story CASE. 후루야 레이 편 | 경찰 학교 편 Wild Police Story CASE. 후루야 레이 | 3월 11일         | 2023년 3월 18일  | 명탐정 코난:경찰학교편 하권 File 7 & 오리지널 | 후루야 레이, 다테 와타루, 모로후시 히로미츠, 마츠다 진페이, 하기와라 겐지 외 다수 등장 |  |
| 쉰 일곱번째 여는 곡 : RAISE INSIGHT |        |                                                     |                                                  |                  |                  |                                               |                                                                                        |  |
| 1077 | 1061화 | 검은조직의 모략(사냥)                               | 검은조직의 모략(사냥)                            | 2023년 3월 25일  | 2023년 4월 1일   | 100권 File 3 ~ 8                              |                                                                                        |  |
| 1078 | 1062화 | 검은조직의 모략(상륙)                               | 검은조직의 모략(상륙)                            | 2023년 4월 1일   | 2023년 4월 8일   | 100권 File 3 ~ 8                              |                                                                                        |  |
| 1079 | 1063화 | 검은조직의 모략(정체)                               | 검은조직의 모략(정체)                            | 2023년 4월 8일   | 2023년 4월 15일  | 100권 File 3 ~ 8                              |                                                                                        |  |
| 1080 | 1064화 | 하이바라를 노리는 카메라                            | 하이바라를 노리는 카메라                         | 2023년 4월 15일  | 2023년 4월 22일  | 오리지널 ep 390                               | 극장판 26기 흑철의 어영 관련 에피소드.                                                 |  |
| 1081 | 1065화 | 영리한 애견 판                                      | 반려견 팡은 똑똑해                               | 2023년 4월 22일  | 2023년 4월 29일  | 오리지널 ep 391                               |                                                                                        |  |
| 1082 | 1066화 | 슬픔과 배신의 골목                                  | 슬픈 배신의 골목                                 | 2023년 4월 29일  | 2023년 5월 6일   | 오리지널 ep 392                               |                                                                                        |  |
| 1083 | 1067화 | J리그 결승전 무대 뒤                                | J리그 결전의 내막                                | 2023년 5월 13일  | 2023년 5월 20일  | 오리지널 ep 393                               |                                                                                        |  |
| 1084 | 1068화 | 차갑게 식은 남자들                                  | 얼어 붙은 남자들                                 | 2023년 5월 20일  | 2023년 5월 27일  | 오리지널 ep 394                               | (한)시즌 2022 마지막화                                                                 |  |
| 대한민국 명탐정 코난-2023 : (2023년 6월 10일~ 2023년 12월 30일)(자막) 투니버스 (토 19:30) |        |                                                     |                                                  |                  |                  |                                               |                                                                                        |  |
| 1085 | 1074화 | 불길한 인연 맺음(전편)                              | 불길한 인연(전편)                                | 2023년 6월 3일   | 2023년 6월 10일  | 100권 File 9 ~ 11                             | (한)시즌 2023 첫화                                                                     |  |
| 1086 | 1076화 | 불길한 인연 맺음(후편)                              | 불길한 인연(후편)                                | 2023년 6월 10일  | 2023년 6월 17일  | 100권 File 9 ~ 11                             |                                                                                        |  |
| 1087 | 1081화 | 아유미의 그림일기 사건부 3                          | 아유미의 그림일기 사건록 3                       | 2023년 6월 17일  | 2023년 6월 24일  | 오리지널 ep 395                               |                                                                                        |  |
| 예순 아홉 번째 닫는 곡 :…and Rescue Me |        |                                                     |                                                  |                  |                  |                                               |                                                                                        |  |
| 1088 | 1086화 | 불운하고 수상한 피해자                              | 불운하고 수상한 피해자                           | 2023년 6월 24일  | 2023년 7월 1일   | 오리지널 ep 396                               |                                                                                        |  |
| 1089 | 1095화 | 천재 레스토랑                                       | 천재 레스토랑                                    | 2023년 7월 8일   | 2023년 7월 15일  | 오리지널 ep 397                               |                                                                                        |  |
| 1090 | 1100화 | 잠든 거리로 사라진 범인                             | 잠자는 거리로 사라진 범인                        | 2023년 7월 15일  | 2023년 7월 22일  | 오리지널 ep 398                               |                                                                                        |  |
| 1091 | 1105화 | 여성회의 미스터리                                   | 여성모임 미스터리                                | 2023년 7월 22일  | 2023년 7월 29일  | 오리지널 ep 399                               |                                                                                        |  |
| 1092 | 1110화 | 잠복 근무 2                                         | 잠복 근무 2                                      | 2023년 7월 29일  | 2023년 8월 5일   | 오리지널 ep 400                               |                                                                                        |  |
| 1093 | 1115화 | 미아노 아케미의 타임 캡슐 (전편)                    | 미아노 아케미의 타임 캠슐 (전편)                 | 2023년 8월 5일   | 2023년 8월 12일  | 101권 File 1 ~ 3                              |                                                                                        |  |
| 1094 | 1117화 | 미아노 아케미의 타임 캡슐 (후편)                    | 미아노 아케미의 타임 캠슐 (후편)                 | 2023년 8월 12일  | 2023년 8월 19일  | 101권 File 1 ~ 3                              |                                                                                        |  |
| 1095 | 1118화 | 사라진 남자의 꿈                                    | 사라진 남자의 꿈                                 | 2023년 9월 2일   | 2023년 9월 9일   | 오리지널 ep 401                               |                                                                                        |  |
| 1096 | 1119화 | 츠부라야 미츠히코의 탐정노트 2                      | 츠부라야 미츠히코의 탐정노트 2                   | 2023년 9월 9일   | 2023년 9월 16일  | 오리지널 ep 402                               |                                                                                        |  |
| 1097 | 1120화 | 제가 했습니까?                                      | 제가 저질렸습니까?                               | 2023년 9월 16일  | 2023년 9월 23일  | 오리지널 ep 403                               |                                                                                        |  |
| 1098 | 1121화 | 바람의 여신· 하기와라 치하야 (전편)                 | 바람의 여신 하기와라 치하야 (전편)               | 2023년 9월 23일  | 2023년 9월 30일  | 101권 File 4 ~ 6                              |                                                                                        |  |
| 1099 | 1122화 | 바람의 여신· 하기와라 치하야 (후편)                 | 바람의 여신 하기와라 치하야 (후편)               | 2023년 9월 30일  | 2023년 10월 7일  | 101권 File 4 ~ 6                              |                                                                                        |  |
| 1100 | 1123화 | 의심스러운 2000만엔                                 | 의혹의 2000만엔                                  | 2023년 10월 14일 | 2023년 10월 21일 | 오리지널 ep 404                               |                                                                                        |  |
| 1101 | 1124화 | 불사신 남자의 자존심                                | 불사신남의 자존심                                | 2023년 10월 21일 | 2023년 10월 28일 | 오리지널 ep 405                               |                                                                                        |  |
| 쉰 여덞번째 여는 곡 : Unraveling~약간의 용기 |        |                                                     |                                                  |                  |                  |                                               |                                                                                        |  |
| 1102 | 1125화 | 붉은 소 인형과 3명의 복남                           | 붉은 소 인형과 세 남자                           | 2023년 11월 4일  | 2023년 11월 11일 | 오리지널 ep 406                               |                                                                                        |  |
| 1103 | 1126화 | 청춘소설에 담긴 죄의 냄새                           | 청춘 소설에 죄의 냄새                            | 2023년 11월 11일 | 2023년 11월 18일 | 오리지널 ep 407                               |                                                                                        |  |
| 1104 | 1127화 | 진범은 도주 중                                      | 진범은 도주 중                                   | 2023년 11월 18일 | 2023년 11월 25일 | 오리지널 ep 408                               |                                                                                        |  |
| 일흔 번째 닫는 곡 :You & I |        |                                                     |                                                  |                  |                  |                                               |                                                                                        |  |
| 1105 | 1128화 | 키드 VS 아무로 퀸즈 뱅 (전편)                       | 키드 VS 아무로 퀸즈 뱅 (전편)                    | 2023년 12월 2일  | 2023년 12월 9일  | 101권 File 7 ~ 9                              |                                                                                        |  |
| 1106 | 1129화 | 키드 VS 아무로 퀸즈 뱅 (후편)                       | 키드 VS 아무로 퀸즈 뱅 (후편)                    | 2023년 12월 9일  | 2023년 12월 16일 | 101권 File 7 ~ 9                              |                                                                                        |  |
| 1107 | 1130화 | 누명을 쓴 나                                        | 함정에 빠졌던건 나                               | 2023년 12월 16일 | 2023년 12월 23일 | 오리지널 ep 409                               |                                                                                        |  |
| 1108 | 1131화 | 카드에 숨겨진 비밀                                  | 카드에 얽힌 비밀                                 | 2023년 12월 23일 | 2023년 12월 30일 | 오리지널 ep 410                               |                                                                                        |  |

## 목록 (2024년) / 1109화~1147화
| 1109                                | 1132화 | 타카기와 다테와 수첩 약속 (전편)      | 타카기와 다테와 수첩의 약속 (전편)    | 2024년 1월 6일   | 2024년 1월 13일  | 101권 File 10 ~ 102권 File 1 | (한) 시즌 2024 첫화                                        |  |
| 1110                                | 1133화 | 타카기와 다테와 수첩 약속 (후편)      | 타카기와 다테와 수첩의 약속 (후편)    | 2024년 1월 13일  | 2024년 1월 20일  | 101권 File 10 ~ 102권 File 1 |                                                            |  |
| 1111                                | 1134화 | 루브 골드버그 머신 (전편)             | 루브 골드버그 장치 (전편)             | 2024년 1월 20일  | 2024년 1월 27일  | 오리지널 ep 411              |                                                            |  |
| 1112                                | 1135화 | 루브 골드버그 머신 (후편)             | 루브 골드버그 장치 (후편)             | 2024년 1월 27일  | 2024년 2월 3일   | 오리지널 ep 411              |                                                            |  |
| 1113                                | 1136화 | 라스트 디너는 당신에게                | 라스트 디너는 당신에게                | 2024년 2월 3일   | 2024년 2월 10일  | 오리지널 ep 412              |                                                            |  |
| 1114                                | 1137화 | 시끄러운 농성전                       | 소란스러운 농성                       | 2024년 2월 10일  | 2024년 2월 17일  | 오리지널 ep 413              |                                                            |  |
| 1115                                | 1138화 | 치하야와 쥬고의 혼인 활동 파티 (전편) | 치하야와 쥬고의 맞선 파티 (전편)      | 2024년 3월 2일   | 2024년 3월 9일   | 102권 File 5 ~ 7             |                                                            |  |
| 1116                                | 1139화 | 치하야와 쥬고의 혼인 활동 파티 (후편) | 치하야와 쥬고의 맞선 파티 (후편)      | 2024년 3월 9일   | 2024년 3월 16일  | 102권 File 5 ~ 7             |                                                            |  |
| 1117                                | 1140화 | 모리 란, 가라테 선생님                | 가라테 사범, 모리 란                  | 2024년 3월 16일  | 2024년 3월 23일  | 오리지널 ep 414              |                                                            |  |
| 1118                                | 1141화 | 여자회 미스터리 2                     | 여성 모임 미스터리 2                  | 2024년 3월 23일  | 2024년 3월 30일  | 오리지널 ep 415              |                                                            |  |
| 1119                                | 1142화 | 네명의 결혼식                         | 네 사람만의 동창회                    | 2024년 4월 6일   | 2024년 4월 13일  | 오리지널 ep 416              |                                                            |  |
| 1120                                | 1143화 | 잃어버린 보물 미스터리                | 잃어버린 보물 미스터리                | 2024년 4월 13일  | 2024년 4월 20일  | 오리지널 ep 417              | 명탐정 코난 27기 극장판 100만 달러의 오릉성 관련 에피소드. |  |
| 1121                                | 1144화 | 위험천만한 메론 밭                    | 너무나도 위험한 메론 밭               | 2024년 4월 27일  | 2024년 5월 4일   | 오리지널 ep 418              |                                                            |  |
| 1122                                | 1145화 | 잠복 근무 3                           | 잠복 근무 3                           | 2024년 5월 4일   | 2024년 5월 11일  | 오리지널 ep 419              |                                                            |  |
| 1123                                | 1146화 | 나가노와 군마현, 경계의 유체 (전편)   | 군마와 나가노, 경계의 시신 (전편)     | 2024년 5월 10일  | 2024년 5월 17일  | 102권 File 2 ~ 4             |                                                            |  |
| 1124                                | 1147화 | 나가노와 군마현, 경계의 유체 (후편)   | 군마와 나가노, 경계의 시신 (후편)     | 2024년 5월 17일  | 2024년 5월 24일  | 102권 File 2 ~ 4             |                                                            |  |
| 1125                                | 1146화 | 아유미의 그림일기 사건부 4            | 아유미의 그림일기 사건록 4            | 2024년 6월 1일   | 2024년 6월 8일   | 오리지널 ep 420              |                                                            |  |
| 1126                                | 1147화 | 홀딱 빠져 버린 탐정                   | 함정에 빠진 명탐정                    | 2024년 6월 8일   | 2024년 6월 15일  | 오리지널 ep 421              |                                                            |  |
| 1127                                | 1148화 | 더 취조실 2                           | 취조 실에서 2                         | 2024년 6월 15일  | 2024년 6월 22일  | 오리지널 ep 422              |                                                            |  |
| 1128                                | 1149화 | 코난과 메구레 두 인질(전편)           | 코난과 메구레 두 사람의 인질(전편)    | 2024년 6월 22일  | 2024년 6월 29일  | 오리지널 ep 423              |                                                            |  |
| 1129                                | 1150화 | 코난과 메구레 두 인질(후편)           | 코난과 메구레 두 사람의 인질(후편)    | 2024년 6월 29일  | 2024년 7월 6일   | 오리지널 ep 423              |                                                            |  |
| 1130                                | 1151화 | 트리플 콜라보의 불륜 의혹 (전편)      | 트리플 공동 작업의 바람기 의혹 (전편) | 2024년 7월 20일  | 2024년 7월 27일  | 102권 File 11 ~ 103권 File 2 |                                                            |  |
| 1131                                | 1152화 | 트리플 콜라보의 불륜 의혹 (후편)      | 트리플 공동 작업의 바람기 의혹 (후편) | 2024년 8월 3일   | 2024년 8월 10일  | 102권 File 11 ~ 103권 File 2 |                                                            |  |
| 일흔 한 번째 닫는 곡 :꿈에서 만나요 |        |                                       |                                       |                  |                  |                              |                                                            |  |
| 1132                                | 1153화 | 츠부라야 미츠히코의 탐정 노트 3       | 츠부라야 미츠히코의 탐정 노트 3       | 2024년 8월 17일  | 2024년 8월 24일  | 오리지널 ep 424              |                                                            |  |
| 1133                                | 1154화 | 베스트 허스밴드                       | 최고의 남편                           | 2024년 8월 24일  | 2024년 8월 31일  | 오리지널 ep 425              |                                                            |  |
| 1134                                | 1155화 | 긍정남의 재난                         | 긍정남의 재난                         | 2024년 9월 14일  | 2024년 9월 21일  | 오리지널 ep 426              |                                                            |  |
| 1135                                | 1156화 | 오오카 모미지의 달콤한 함정 (전편)    | 오오카 모미지의 달콤한 함정 (전편)    | 2024년 9월 21일  | 2024년 9월 28일  | 102권 File 8 ~ 10            |                                                            |  |
| 1136                                | 1157화 | 오오카 모미지의 달콤한 함정 (후편)    | 오오카 모미지의 달콤한 함정 (후편)    | 2024년 9월 28일  | 2024년 10월 4일  | 102권 File 8 ~ 10            |                                                            |  |
| 1137                                | 1158화 | 줄서는 맛집, 조미료의 비밀            | 대박 맛집, 달라진 맛의 비밀           | 2024년 10월 5일  | 2024년 10월 11일 | 오리지널 ep 427              |                                                            |  |
| 1138                                | 1159화 | 움직이는 파출소                       | 움직이는 파출소                       | 2024년 10월 12일 | 2024년 10월 18일 | 오리지널 ep 428              |                                                            |  |
| 1139                                | 1160화 | 심술궂은 남동생이 곤란한 누나         | 심술궂은 남동생이 곤란한 누나         | 2024년 10월 19일 | 2024년 10월 25일 | 오리지널 ep 429              |                                                            |  |
| 1140                                | 1161화 | 여자회 미스터리 3                     | 여성 모임 미스터리 3                  | 2024년 11월 2일  | 2024년 11월 9일  | 오리지널 ep 430              |                                                            |  |
| 1141                                | 1162화 | 집 지키는 모리 일가                   | 모리 일가의 집 보기                   | 2024년 11월 9일  | 2024년 11월 16일 | 오리지널 ep 431              |                                                            |  |
| 1142                                | 1163화 | 란포 저택 살인 사건(전편)             | 란포 저택 살인 사건(전편)             | 2024년 11월 16일 | 2024년 11월 23일 | 오리지널 ep 432              |                                                            |  |
| 1143                                | 1164화 | 란포 저택 살인 사건 (후편)            | 란포 저택 살인 사건 (후편)            | 2024년 11월 23일 | 2024년 11월 30일 | 오리지널 ep 432              |                                                            |  |
| 1144                                | 1165화 | 호텔 연속 폭파 사건(전편)             | 호텔 연속 폭파 사건(전편)             | 2024년 12월 7일  | 2024년 12월 14일 | 103권 File 3 ~ 5             |                                                            |  |
| 1145                                | 1166화 | 호텔 연속 폭파 사건(후편)             | 호텔 연속 폭파 사건(후편)             | 2024년 12월 14일 | 2024년 12월 21일 | 103권 File 3 ~ 5             |                                                            |  |
| 1146                                | 1167화 | 기적 소리가 들리는 고서점 4           | 기적 소리가 들리는 고서점 4           | 2024년 12월 21일 | 2024년 12월 28일 | 오리지널 ep 433              |                                                            |  |
| 1147                                | 1168화 | 잠복 근무 4                           | 잠복 근무 4                           | 2024년 12월 28일 | 2025년 1월 4일   | 오리지널 ep 434              |                                                            |  |

## 목록 (2025년) / 1148화~현재화
| 1148                                                                      | 1169화 | 탐정단과 두 명의 인도자(전편)          | 탐정단과 두 명의 인도자(전편)                                        | 2025년 1월 4일  | 2025년 1월 11일 | 103권 File 6 ~ 8             | (한)2024 시즌 마지막화                            |
| 대한민국 명탐정 코난-2025 : (2025년 1월 18일~ )(자막) 투니버스 (토 19:30) |        |                                        |                                                                      |                 |                 |                              |                                                   |
| 1149                                                                      | 1170화 | 탐정단과 두 명의 인도자(후편)          | 탐정단과 두 명의 인도자(후편)                                        | 2025년 1월 11일 | 2025년 1월 18일 | 103권 File 6~8               | (한)2025 시즌 시작                                |
| 1150                                                                      | 1171화 | 괴도 키드와 왕관 매직(전편)            | 괴도 키드와 왕관 매직(전편)                                          | 2025년 1월 18일 | 2025년 1월 25일 | 103권 File 9 ~ 104권 File. 2 |                                                   |
| 1151                                                                      | 1172화 | 괴도 키드와 왕관 매직(후편)            | 괴도 키드와 왕관 매직(후편)                                          | 2025년 1월 25일 | 2025년 2월 1일  | 103권 File 9 ~ 104권 File. 2 |                                                   |
| 1152                                                                      | 1173화 | 라스트 댄스                            | 라스트 댄스                                                          | 2025년 2월 8일  | 2025년 2월 15일 | 오리지널 ep 435              |                                                   |
| 1153                                                                      | 1174화 | 아쿠시마의 산 공주(전편)               | 아쿠시마의 산 공주(전편)                                             | 2025년 2월 15일 | 2025년 2월 22일 | 오리지널 ep 436              |                                                   |
| 1154                                                                      | 1175화 | 아쿠시마의 산 공주(후편)               | 아쿠시마의 산 공주(후편)                                             | 2025년 2월 22일 | 2025년 3월 1일  | 오리지널 ep 436              |                                                   |
| 1155                                                                      | 1176화 | 추적! 탐정 택시 2                      | 추적! 탐정 택시 2                                                    | 2025년 3월 1일  | 2025년 3월 8일  | 오리지널 ep 437              |                                                   |
| 1156                                                                      | 1177화 | 이시카와 들르래요 미스테리 (전편)      | 이시카와 탐방 미스터리 (전편)                                        | 2025년 3월 8일  | 2025년 3월 15일 | 오리지널 ep 438              |                                                   |
| 1157                                                                      | 1178화 | 이시카와 들르래요 미스테리 (후편)      | 이시카와 탐방 미스터리 (후편)                                        | 2025년 3월 15일 | 2025년 3월 22일 | 오리지널 ep 438              |                                                   |
| 일흔 셋 번째 닫는 곡 : FUN! FUN! FUN!                                     |        |                                        |                                                                      |                 |                 |                              |                                                   |
| 1158                                                                      | 1179화 | 탐정단과 동경하던 구옥                 | 탐정단과 동경하던 옛 민가                                            | 2025년 4월 12일 | 2025년 4월 19일 | 오리지널 ep 439              |                                                   |
| 1159                                                                      | 1180화 | 작별인사의 행방                        | 안녕의 행방                                                          | 2025년 4월 19일 | 2025년 4월 26일 | 오리지널 ep 440              |                                                   |
| 1160                                                                      | 1181화 | 물레방아 소리가 울려 퍼질때            | 대나무 분수 소리가 울려 퍼질때                                       | 2025년 4월 26일 | 2025년 5월 3일  | 오리지널 ep 441              |                                                   |
| 1161                                                                      | 1182화 | 비밀의 잔상                            | 비밀의 잔상                                                          | 2025년 5월 3일  | 2025년 5월 10일 | 오리지널 ep 442              | 명탐정 코난 28기 극장판 척안의 잔상 연계 에피소드 |
| 1162                                                                      | 1183화 | 아유미의 그림일기 사건부 5             | 아유미의 그림일기 사건록 5                                           | 2025년 5월 10일 | 2025년 5월 17일 | 오리지널 ep 443              |                                                   |
| 1163                                                                      | 1184화 | 어둠 속에 들려오는 숫자 세기 노래      | 어둠 속에 들리는 셈 노래                                             | 2025년 5월 17일 | 2025년 5월 24일 | 오리지널 ep 444              |                                                   |
| 1164                                                                      | SP     | 17년 전의 진상(피로 물든 기사(나이트)) | 명탐정 코난: 하네다 코지와 검은 조직 17년 전의 진상 (피로 물든 기사) | 2025년 6월 7일  | 2025년 6월 29일 | 104권 File 1 ~ 7             |                                                   |
| 1165                                                                      | SP     | 17년 전의 진상(달안의 악마)            | 명탐정 코난: 하네다 코지와 검은 조직 17년 전의 진상 (달안의 악마)    | 2025년 6월 14일 | 2025년 6월 29일 | 104권 File 1 ~ 7             |                                                   |
| 1166                                                                      | SP     | 17년 전의 진상(멀리 내다보는 각행)     | 명탐정 코난 하네다 코지와 검은 조직 17년전의 진상 (멀리 내다본 각행) | 2025년 6월 21일 | 2025년 7월 6일  | 104권 File 1 ~ 7             |                                                   |
| 1167                                                                      | SP     | 17년 전의 진상(여왕의 계략)            | 명탐정 코난 하네다 코지와 검은 조직 17년전의 진상 (퀸즈 캠빗)        | 2025년 6월 28일 | 2025년 7월 6일  | 104권 File 1 ~ 7             |                                                   |
| 1168                                                                      | 1186화 | 겐타의 장어 포물장                     | 겐타의 장어 기록장                                                   | 2025년 7월 19일 | 2025년 7월 26일 | 오리지널 ep 445              |                                                   |
| 1169                                                                      | 1187화 | 식인 교실의 괴이 (전편)                | 식인 교실의 불가사의 (전편)                                          | 2025년 7월 26일 | 2025년 8월 2일  | 104권 File 8 ~ 10            |                                                   |
| 1170                                                                      | 1188화 | 식인 교실의 괴이 (후편)                | 식인 교실의 불가사의 (후편)                                          | 2025년 8월 2일  | 2025년 8월 9일  | 104권 File 8 ~ 10            |                                                   |
| 1171                                                                      |        | 집사가 된 이유 (전편)                  |                                                                      | 2025년 8월 16일 |                 | 104권 File 11 ~ 105권 File 2 |                                                   |
| 1172                                                                      |        | 집사가 된 이유 (후편)                  |                                                                      | 2025년 8월 23일 |                 | 104권 File 11 ~ 105권 File 2 |                                                   |

### 참조주
1. ↑  일본판 113화 이래 고쇼 작품이 아닌 파생작품의 내용이 애니메이션화가 된 것은 이것이 처음이다.
2. ↑  규범 표기는 '피겨'다.(피겨 스케이팅의 피겨와 같은 철자)
3. ↑  영미권에서는 디지털 리마스터링 취급한다.

- 명탐정 코난 (일본의 만화)
- 명탐정 코난 (애니메이션)